# Nova Machala
Nova Machala (Bulgaars: Нова махала, vertaald ‘Nieuwe buurt’) is een dorp in Bulgarije. Het is gelegen in de gemeente Nikolaevo in de oblast  Stara Zagora en telde op 31 december 2019 zo'n 761 inwoners. Het dorp ligt op 200 kilometer afstand van Sofia.

## Bevolking
Op 31 december 2019 telde het dorp 761 inwoners, een stijging vergeleken met 715 inwoners in 2011. Volgens de optionele volkstelling van 2011 vormden etnische Bulgaren ongeveer 60,7% van de bevolking, gevolgd door etnische Roma (27,7%) en Turken (10,3%).
| dorp Nova Machala | 807 | 754 | 763 | 963 | 1063 | 916 | 879 | 841 | 715 | 761 |

Vanwege de kinderrijke Roma-families heeft Nova Machala een relatief jonge bevolking. In 2011 was 25% van de bevolking jonger dan 15, 57% was tussen de 15-64 jaar oud en 19% was 65 jaar of ouder.